# Scott Chipperfield
Scott Chipperfield  (né le 30 décembre 1975 à Wollongong en Nouvelle-Galles du Sud - ) est un joueur australien de football, reconverti comme entraîneur.
Ce milieu de terrain jouait pour le FC Bâle dans la Super League de Suisse entre 2001-2012. Chipperfield a joué 68 fois pour l'équipe d'Australie de football, marquant 12 buts (jusqu'à mars 2006). Au début de sa carrière, son poste était milieu gauche mais il a progressivement reculé pour finir en tant qu'arrière gauche et a disputé la coupe du monde 2006 en jouant stoppeur.
Un match remarquable dont il fait partie était dans la Coupe d'Océanie de football en 2002, où la Fédération d'Australie de football était presque ruinée. Les joueurs ont donc dû payer eux-mêmes leur voyage en Nouvelle-Zélande pour disputer les matchs. Scott Chipperfield était le seul joueur australien évoluant en Europe à avoir fait le déplacement. 
Chipperfield fait partie des « Socceroos » à la Coupe du monde 2006 en Allemagne.
Lors de sa signature en 2001 pour le FC Bâle, Chipperfield avait signé un pré-contrat avec le FC Lorient.